# شپانهارنشتته
شپانهارنشتته (به آلمانی: Spahnharrenstätte) یک شهر در آلمان است که در امسلاند واقع شده‌است. شپانهارنشتته ۱٬۳۹۲ نفر جمعیت دارد.